# Elisabeth Matheson
Elisabeth Matheson, född den 20 januari 1967 i Stjørdal, är en norsk skådespelerska.
Hon debuterade 1991 som Fie i Hellemyrsfolket av Amalie Skram på Den Nationale Scene, där hon var anställd till 1993. Därefter har hon varit vid Det Norske Teatret, där hon bland annat har spelat Paula i Splint av Norvald Tveit, två stora Tjechov-roller (Masja i Tre systrar och Anja i Körsbärsträdgården) och Astrid i Juvikfolke av Olav Duun.
I tv spelade hon Solveig i Peer Gynt och Evelinde i Arne Garborgs Læraren. Hon har gästat Trøndelag Teater som Ofelia i Hamlet och Riksteatret som Ragnhild i Duuns Medmenneske och Gunnhild i Johan Falkbergets Den fjerde nattevakt. Hon har också haft roller i Spelet om Heilag Olav på Stiklestad 1992–1993, och Herregårdsspillet av Erling Pettersen i Larvik 1993. Hon hade också titelrollen i Liv Ullmanns film Kristin Lavransdotter (1995).